# 1994 PU1
1994 PU1 är en asteroid i huvudbältet som upptäcktes den 11 augusti 1994 av den japanska astronomen Satoru Otomo i Kiyosato.
Asteroiden har en diameter på ungefär 3 kilometer.